# Cheers

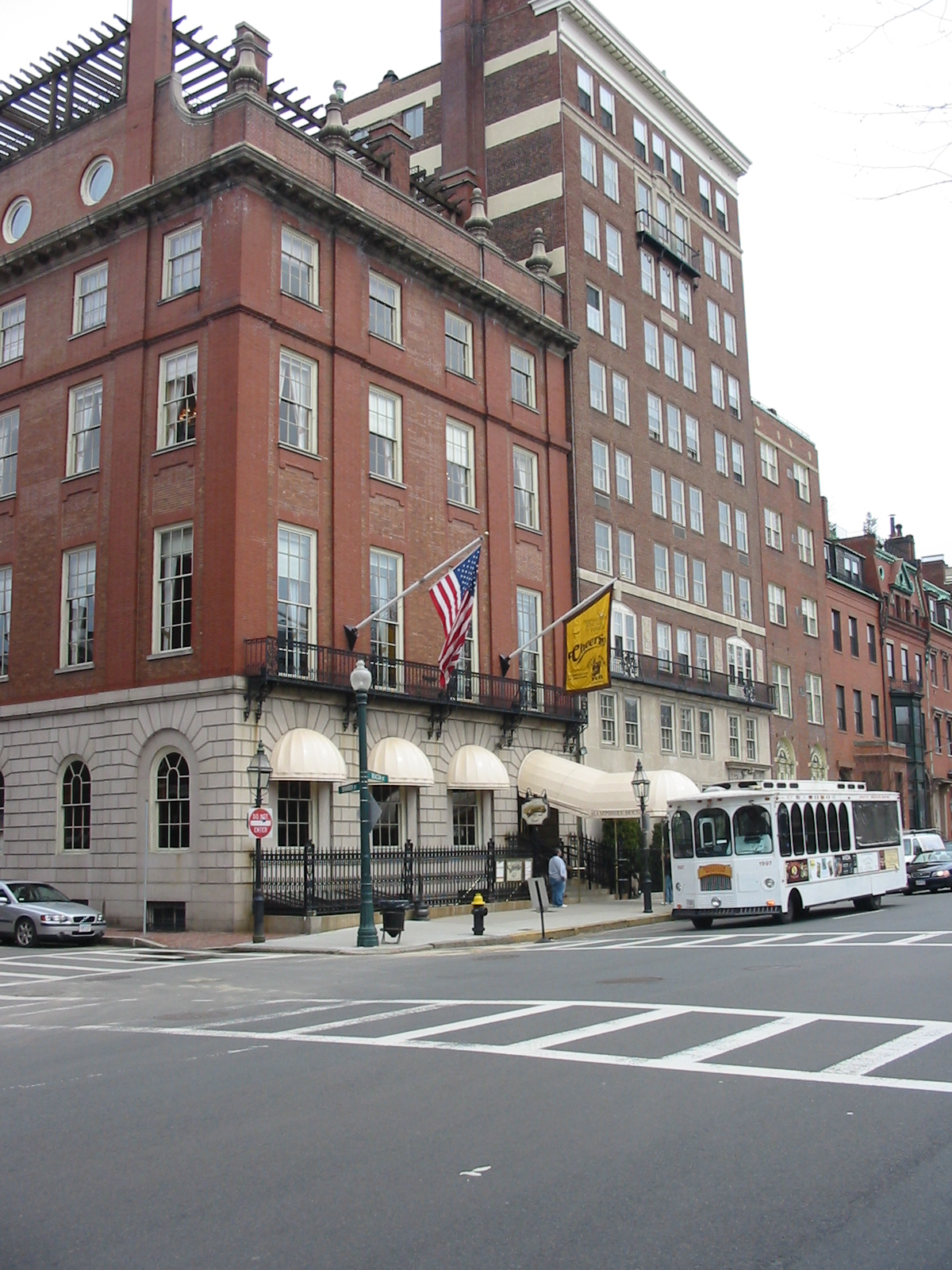
De "Bull & Finch Pub" in Boston, die model stond voor het café in Cheers

Cheers is een Amerikaanse komische televisieserie die zich afspeelt rondom en grotendeels in het gelijknamige café in Boston. De serie liep van 1982 tot 1993 en werd geproduceerd door Paramount Television in opdracht van NBC. De makers waren James Burrows en de broers Glen en Les Charles. In deze periode werden 273 afleveringen opgenomen en uitgezonden. In Nederland werd de serie door de NCRV op het scherm gebracht. In België werd de serie al enkele keren herhaald.

## Verhaal
Cheers is een café in Boston, de eigenaar is Sam Malone. Sam is een voormalige honkbalspeler bij de Boston Red Sox. Hij moest zijn carrière vroegtijdig stoppen in verband met zijn alcoholverslaving. 'Coach' Ernie Pantusso helpt hem bij het uitbaten van het café en is Sams voormalige coach. Gedurende de serie overleed Nicholas Colasanto, de acteur die hem speelde, waarop de schrijvers een nieuw personage in de serie introduceerden, genaamd Woody.
Zowel Coach als Woody zijn nogal naïeve personages, hoewel Woody in het verloop van de serie een stuk snuggerder wordt. De ietwat zenuwachtige Diane Chambers is een serveerster in de kroeg, die er zo nu en dan een relatie op na houdt met eigenaar Sam Malone. Zij is ietwat dramatisch, hyper-idealistisch en daarom soms wat wereldvreemd, wat bij tijd en wijle behoorlijk op andermans zenuwen kan werken, met name op die van Sam. Ze kan het niet vinden met de nuchtere Carla, een gehaaide collega-serveerster die niet op haar mondje gevallen is. Stamgast Norm is een 'loser' die ieders sympathie heeft, veelal zonder baan, altijd bier drinkend en met een voortdurend bij het café uitstaande rekening; hij zit steevast op zijn vaste barkruk op de hoek. Naast hem zit meestal zijn maatje Cliff Clavin, een postbode die bij zijn moeder inwoont en excelleert in het debiteren van onwaarschijnlijke weetjes en feitjes. Stamgast Frasier Crane is een psychiater die soms zonder, soms met zijn vrouw Lilith het café bezoekt. Voorafgaand aan zijn huwelijk heeft ook hij een relatie gehad met Diane, maar zij verliet hem op het moment dat ze elkaar het jawoord zouden geven.
In seizoen 6 verdwijnt Diane uit de serie, heeft Sam het café verkocht aan een groot bedrijf en is er een nieuwe bazin, Rebecca Howe. Vanaf dat moment maakt zij deel uit van de serie. In seizoen 8 koopt Sam het café terug voor het symbolische bedrag van 85 dollarcent.

## Rolverdeling
Legenda
 = Hoofdrol
 = Bijrol
 = Gastrol
 = Geen rol
In seizoen 9 en 10 waren er twee afleveringen die dubbel zo lang duurden, zij werden op dezelfde dag uitgezonden en worden als één aflevering geteld. De tweehonderdste uitzending (de achtste aflevering van seizoen 9) was een jubileumspecial, met interviews met de acteurs. Shelley Long was hierbij ook aanwezig, maar speelde de rol dus niet opnieuw. In het laatste seizoen was er ook een aflevering die dubbel zo lang duurde en de seizoensfinale duurde driemaal zo lang, ook deze werd op één dag uitgezonden en telt als één aflevering. 
| Acteur/Actrice     | Personage            | S1 | S2 | S3 | S4 | S5 | S6 | S7 | S8 | S9 | S10 | S11 |
| ------------------ | -------------------- | -- | -- | -- | -- | -- | -- | -- | -- | -- | --- | --- |
| Ted Danson         | Sam Malone           | 22 | 22 | 25 | 26 | 26 | 25 | 22 | 26 | 26 | 25  | 25  |
| Shelley Long       | Diane Chambers       | 22 | 22 | 25 | 26 | 26 |    |    |    | 1  |     | 1   |
| Nicholas Colasanto | Ernie Coach Pantusso | 22 | 22 | 19 |    |    |    |    |    |    |     |     |
| Rhea Perlman       | Carla Tortelli       | 22 | 22 | 25 | 26 | 26 | 25 | 22 | 26 | 26 | 25  | 25  |
| George Wendt       | Norm Peterson        | 22 | 22 | 25 | 26 | 26 | 25 | 22 | 26 | 26 | 25  | 25  |
| John Ratzenberger  | Cliff Clavin         | 21 | 22 | 25 | 26 | 26 | 25 | 22 | 25 | 26 | 25  | 25  |
| Kelsey Grammer     | Frasier Crane        |    |    | 14 | 14 | 26 | 25 | 22 | 26 | 26 | 25  | 25  |
| Woody Harrelson    | Woody Boyd           |    |    |    | 26 | 26 | 25 | 22 | 26 | 26 | 24  | 22  |
| Bebe Neuwirth      | Lilith Sternin-Crane |    |    |    | 1  | 2  | 8  | 11 | 10 | 18 | 25  | 6   |
| Kirstie Alley      | Rebecca Howe         |    |    |    |    |    | 25 | 22 | 26 | 26 | 25  | 25  |

## Trivia
- De opnamen van de buitenkant van het café waar de serie speelt tonen de Bull & Finch Pub in Boston. Het interieur van Cheers komt echter niet overeen met dat van dit café.
- De serie Frasier, die om psychiater Frasier Crane draait, is een spin-off van Cheers.
- De openingsmelodie Where Everybody Knows Your Name werd gecomponeerd door Gary Portnoy en Judy Hart Angelo en gezongen door Gary Portnoy.[1]